# Wąsosz Dolny
Wąsosz Dolny ([ˈvɔ̃sɔʂ ˈdɔlnɨ]) este un sat din districtul administrativ comuna Popów⁠(d), powiatul Kłobuck⁠(d), voievodatul Silezia, sudul Poloniei. Se află la aproximativ 3 kilometri (2 mi) nord-est de Popów⁠(d), la 15 kilometri (9 mi) nord de Kłobuck și la 89 kilometri (55 mi) nord de capitala regională Katowice.
În perioada 1975–1998, acest sat a făcut parte din punct de vedere administrativ din voievodatul Częstochowa⁠(d).